# Raïon de la Penjina
Le raïon de la Penjina (en russe : Пе́нжинский райо́н, Penjinski raïon) est l'une des onze subdivisions administratives du kraï du Kamtchatka, à l'est de la Russie. Son centre administratif est le village de Kamenskoïe (kraï du Kamtchatka).
Il doit son nom au fleuve, la Penjina (713 km), qui le traverse avant d'aller se jeter dans la mer d'Okhotsk au niveau du golfe de Penjina.

## Géographie
Le raïon de Penjina est située au nord-ouest de la péninsule du Kamtchatka. Il couvre une superficie de 116 086 km2.

## Politique et administration

### Statut
Le raïon est un des onze raïons du kraï du Kamtchatka, dans le district fédéral extrême-oriental, ainsi que l'un des quatre raïons de l'okroug koriak. Il est un raïon municipal, et comporte ainsi plusieurs municipalités à l'intérieur de lui.

### Tendances politiques
| Scrutin             | 1er tour | 1er tour | 1er tour | 1er tour | 1er tour | 1er tour | 1er tour | 1er tour | 1er tour | 1er tour | 1er tour | 1er tour | 2d tour                  | 2d tour                  | 2d tour                  | 2d tour                  | 2d tour                  | 2d tour                  | 2d tour                  | 2d tour                  | 2d tour                  | 2d tour                  |
| Scrutin             | 1er      | 1er      | %        | 2e       | 2e       | %        | 3e       | 3e       | %        | 4e       | 4e       | %        | 1er                      | 1er                      | %                        | 2e                       | 2e                       | %                        | 3e                       | %                        | 4e                       | %                        |
| ------------------- | -------- | -------- | -------- | -------- | -------- | -------- | -------- | -------- | -------- | -------- | -------- | -------- | ------------------------ | ------------------------ | ------------------------ | ------------------------ | ------------------------ | ------------------------ | ------------------------ | ------------------------ | ------------------------ | ------------------------ |
| Présidentielle 2012 |          | ER       | 79,01    |          | LDPR     | 7,45     |          | KPRF     | 7,05     |          | SE       | 4,25     | Victoire au premier tour | Victoire au premier tour | Victoire au premier tour | Victoire au premier tour | Victoire au premier tour | Victoire au premier tour | Victoire au premier tour | Victoire au premier tour | Victoire au premier tour | Victoire au premier tour |
| Présidentielle 2018 |          | ER       | 80,55    |          | KPRF     | 9,54     |          | LDPR     | 6,40     |          | GRANI    | 0,68     | Victoire au premier tour | Victoire au premier tour | Victoire au premier tour | Victoire au premier tour | Victoire au premier tour | Victoire au premier tour | Victoire au premier tour | Victoire au premier tour | Victoire au premier tour | Victoire au premier tour |

## Population
La population du raïon est en baisse constante depuis 25 ans, elle était de 2 340 (2010); 2 990 (2002) 5 301 (1989). La population de Kamenskoïe représentait 28,0 % de la population totale du raïon en 2010.
| Liste des localités | Liste des localités | Liste des localités | Liste des localités | Liste des localités | Liste des localités |
| N°                  | Localité            | Statut              | Fondation           | Population 2010     | Population 2021     |
| ------------------- | ------------------- | ------------------- | ------------------- | ------------------- | ------------------- |
| 1                   | Aïanka              | village             | 1940                | 291                 | 252                 |
| 2                   | Kamenskoïe          | village             | 10 décembre 1930    | 655                 | 630                 |
| 3                   | Manily              | village             | 1948                | 767                 | 667                 |
| 4                   | Oklan               | village             | 1936                | 46                  | 38                  |
| 5                   | Paren               | village             | 1941                | 61                  | 55                  |
| 6                   | Slaoutnoïe          | village             | 1932                | 280                 | 267                 |
| 7                   | Talovka             | village             | 9 juillet 1939      | 240                 | 170                 |